# L'Institutrice (bande dessinée)
Pour les articles homonymes, voir L'Institutrice.
L'Institutrice est une série de bande dessinée en deux tomes créée par Yves Lavandier (scénario) et Carole Maurel (dessin et couleurs). Le tome 1, intitulé Ne fais pas à autrui...  est paru fin mars 2022 aux Éditions Albin Michel. Le tome 2 (Les enfants de Surcouf) est paru fin septembre 2022. Une intégrale est parue début septembre 2023.

## Synopsis
Fin juin 1944. La bataille de Normandie a commencé. À Ploménéac, petit village du centre de la Bretagne, Marie-Noëlle Moënner enseigne dans une classe unique de dix-sept élèves âgés de 5 à 11 ans. Célibataire, fait également partie de la résistance locale. Parmi ses élèves, il y a Jacques Rosenthal qui est juif. Il est arrivé récemment dans le village pour s’y cacher sous le nom de Le Gall. Ses parents ont été arrêtés par la gestapo. Un autre élève, Guénolé De Kermadec, est le fils d’un pétainiste autoritaire, dont il a tendance à refléter les valeurs.
Un jour, des soldats allemands font irruption à Ploménéac. Ils cherchent Jacques. En réalité, il s'agit de miliciens bretons. Marie-Noëlle décide alors de s’enfuir en forêt avec une partie de sa classe.

## Coulisses
Le scénario a d’abord été écrit par Yves Lavandier dans l’idée d’en faire un film. Devant sa difficulté à intéresser des producteurs, l’auteur l’a proposé à des éditeurs de bande dessinée. Plusieurs ont marqué leur intérêt et Yves Lavandier a fait affaire avec Martin Zeller, chez Albin Michel. C’est ensuite Martin Zeller qui a présenté Carole Maurel à Yves Lavandier, lequel a tout de suite été séduit par le graphisme délicat de la dessinatrice.

## Liste des tomes
1. Ne fais pas à autrui... , 30 mars 2022  (ISBN 9782226453990)
2. Les enfants de Surcouf , 28 septembre 2022  (ISBN 9782226477002)

- L'institutrice, récit complet reprenant les deux tomes français, 6 septembre 2023  (ISBN 9782226484949)

### Traductions
- La maestra , traduction espagnole, 14 avril 2023  (ISBN 9788467961850)
- De juffrouw , traduction néerlandaise, 12 septembre 2023  (ISBN 9789464603538)